# 木村光佑 (版画家)
木村 光佑（きむら こうすけ、1936年5月24日 - ）は 日本の版画家・彫刻家・作家・画家。京都工芸繊維大学名誉教授（第9代学長）。  

## 人物・経歴
大阪府大阪市生まれ。日本経済の高度成長と同時に美術の大衆化が顕著となる中、木村光佑は30歳を超えた1968年に作家としてデビューを果たした。シルクスクリーンや写真製版をはじめ多様な製版・印刷の最新技術を駆使し、現在社会の虚像と実像入り交じる様々なイメージを重ね合わせることで、情報過剰な同時代人の視覚的経験を作品化し、デビューと同時に「時代の申し子」として立て続けに国際コンクールでの受賞を重ねていく。一方で、自由な版表現への挑戦は、当時の日本版画界においては異色であり、版画の範疇や概念に対する議論を巻き起こした。
1955年京都市立美術大学（現：京都市立芸術大学）にて日本画科へ入学、卒業後は広告代理店にてグラフィックデザイン制作に携わった後、デザイン会社を設立しデザイナーとして活躍しながら作家に転向する。この異色の経歴が規定概念に捕われない木村の自由な版表現の根源である。日本画におけるモノの捉え方、彩色法、様式美はイメージを重ね合わせる独特の作品作りにつながっており、画面の秩序化への関心やレイアウト的な構図への志向性は広告を通じて培われたものである。印刷に長く携わってきたため、版画をジャンルとしてではなく一つのメディアであると突き放し、また日本的な版画観に捕われない思考によってアクリルやステンレス・ガラス・琺瑯などの異素材や立体物へも果敢に挑戦し続けてきた。
1987年、ノーベル化学賞を受賞した福井謙一からの要請にて京都工芸繊維大学工芸学部教授就任し、大学教授として若い才能を育てる傍ら、「科学と芸術」の融合について探求しつづけ、1998年には第9代学長に就任した。科学に芸術の持つ感性や感覚を取り入れる事によって、未来の科学者たちに多角的な視点を問いつづけた。木村は作品においても日常的な現実を反映させ続け、作家でありながら常に社会と関わり続けることにより、1999年には紫綬褒章を受章する等の社会的な貢献もした。
- 1970年 第2回英国国際版画ビエンナーレ ゲインズ・ボローメモリアル賞
- 1971年 第9回リュブリャナ国際版画ビエンナーレ展大賞、ジャパン・アート・フェスティバル大賞、第11回サンパウロビエンナーレ・日本代表、第二回現代国際彫刻展コンクール賞
- 1972年 第1回ノルウェイ国際版画ビエンナーレ展国際大賞、クラコウ国際版画ビエンナーレ展第3席
- 1973年 世界版画コンクール・国際大賞、第五回宇部現代日本本彫刻展・毎日新聞社賞（1977年同展大賞）
- 1978年 第6回須磨離宮公園現代彫刻展・現代彫刻展 東京国立近代美術館賞
- 1983年 ソウル国際版画展 優秀賞
- 1984年 ポーランド国際版画展・ゴールドメダル賞
- 1987年 渋谷区立松濤美術館＜現代の版画＞特別展大賞
- 1988年 大阪市政100周年記念ポスター制作。
- 1989年 郵便切手（62円）意匠を制作。
- 1992年 国際芸術文化賞（日本文化振興会）、 大阪市文化功労賞
- 1994年 京都府文化賞・功労賞
- 1996年 京都美術文化賞、紺綬褒章
- 1999年 紫綬褒章
- 2001年 名誉博士号〈芸術学〉授与（タイ・国立マハサラカム大学）、京都市文化功労賞
- 2012年 瑞宝中綬章[2]

## パブリックコレクション
- 東京国立近代美術館
- 京都国立近代美術館
- 国立国際美術館
- 箱根 彫刻の森美術館
- 栃木県立美術館
- 福岡市美術館
- 京都市美術館
- 北海道立近代美術館
- 群馬県立近代美術館
- ニューヨーク近代美術館
- サンフランシスコ近代美術館
- フィラデルフィア美術館
- シンシナティ美術館
- リュブリアナ美術館
- クラコウ国立美術館
- フレドリックスタッド美術館
- ブラッドフォード美術館
- イビザ美術館

など多数。